# Dolichocodia bivittata
Dolichocodia bivittata là một loài ruồi trong họ Tachinidae.